# 千葉県道61号船橋印西線
千葉県道61号船橋印西線（ちばけんどう61ごう ふなばしいんざいせん）は、千葉県船橋市と印西市を結ぶ主要地方道。印西市大塚（千葉県道189号千葉ニュータウン北環状線交点） - 終点間は現在工事中である。

## 概要
- 起点：船橋市習志野台（実籾街道入口、国道296号上、千葉県道57号千葉鎌ケ谷松戸線交点）
- 終点：印西市大森（国道356号交点）
- 総延長：*.* km（葛南土木事務所管内：*.* km、千葉土木事務所管内：*.* km、印旛土木事務所管内：*.* km）
- 重用延長：*.* km（葛南土木事務所管内：*.* km、千葉土木事務所管内：*.* km、印旛土木事務所管内：*.* km）
- 実延長：*.* km（葛南土木事務所管内：*.* km、千葉土木事務所管内：10.819 km[1]、印旛土木事務所管内：*.* km）

## 通過する自治体
- 船橋市 - 八千代市 - 印西市

## 交差・接続する道路
- 国道296号（起点 - 八千代市・新木戸）
- 千葉県道57号千葉鎌ケ谷松戸線（起点 - 八千代市・新木戸北）
- 国道16号（八千代市・島田台 - 島田）
- 千葉県道61号船橋印西線 別線（印西市・船尾町田）
- 千葉県道4号千葉竜ヶ崎線（別線終点）（印西市・船尾）
- 千葉県道190号千葉ニュータウン南環状線（印西市内野）
- 国道464号（印西市原山）
- 千葉県道189号千葉ニュータウン北環状線（印西市大塚）
- 千葉県道59号市川印西線：予定
- 国道356号（終点）：予定

## 周辺
- 八千代緑が丘駅 - 東葉高速鉄道線
- 吉橋工業団地
- 中山カントリークラブ
- 秀明大学
- 東京基督教大学